# 格伦维尔 (南达科他州)
格伦维尔（英語：Grenville），是美国南达科他州下属的一座城市。根据2010年美国人口普查，该市有人口54人。论人口在本州排行第273。